# Nulla dies sine linea
Nulla dies sine linea es una locución latina que significa «ningún día sin una línea». La frase tiene su origen en Plinio el Viejo (Historia natural, XXXV, 84), donde se atribuye la sentencia al pintor griego Apeles de Colofón, de quien se dice que no pasaba ningún día sin pintar al menos una línea. La frase aparece citada como proverbio por primera vez en la compilación Proverbiorum libellus del humanista italiano Polidoro Virgilio, en 1498.
En latín clásico, «linea» significa «hilo de lino», y en un sentido figurado se refiere al trazo de una pluma o pincel. En su significado original, por lo tanto, no se refiere a una línea de texto. Sin embargo, esta locución ha sido a menudo empleada por muchos escritores con este último significado.
Por ejemplo, Émile Zola empleó esta frase como divisa y la hizo inscribir en el dintel de la chimenea del despacho de trabajo de su fabulosa casa de Médan. La Editorial Sopena la utiliza como lema.[cita requerida]
También aparece en el despacho del escritor flamenco Stijn Streuvels, en su casa de Ingooigem, y fue empleada también por Jean-Paul Sartre en su autobiografía Les Mots: «Escribo siempre. Que más podría hacer? Nulla dies sine linea. Es mi costumbre y, además, mi oficio».[cita requerida]